# Martin Ignace de Loyola
 (mars 2023).
Martin Ignace de Loyola, (De son vrai nom en espagnol Martín Ignacio Martinez de Mallea), (Né vers 1550 à Eibar en Espagne - Décédé en 1616 à Buenos Aires) est un franciscain et explorateur espagnol devenu évêque du diocèse d'Asuncion à la fin de sa vie. Il fait le tour du monde deux fois, en 1580-1584 et 1585-1589.

## Biographie
Martin de Loyola est le petit-neveu d'Ignace de Loyola. Entré chez les Franciscains il est ordonné prêtre en 1572. Voyageur invétéré en 1595, six ans après son second tour du monde et son retour en Espagne, il reprend la mer pour l'Amérique. Il retrouve le Pérou, se rend au Chili et enfin au Paraguay, dont Garcia de Loyola, son cousin, est le gouverneur. De retour en Espagne en 1600, trois ans plus tard, il retourne en Amérique pour y exercer cette fois-ci la charge d'évêque d'Asunción. Il est consacré comme tel à Valladolid par Juan Bautista Acevedo Muñoz, évêque de Valladolid, l'année précédent son départ.

## Son récit de voyage
Martin Ignace de Loyola est considéré comme la première personne au monde à avoir fait le tour du monde d'ouest en est, et la deuxième personne, après Maître Hans un marin allemand, à avoir fait le tour du monde deux fois. Le récit de son premier voyage autour du monde parut à Rome en 1586 dans un livre de Juan González de Mendoza intitulé Historia de las cosas más notables, ritos y costumbres del gran reyno de la China (« Récit des choses les plus notables, rites et Coutumes du Grand Empire de Chine"). 